# 潔米·金
潔米·金（英語：Jaime King，1979年4月23日—）是一位美國女演員和模特兒。她在出道之初，由於經紀公司旗下已經有一位較知名的模特兒潔米·瑞莎，而選擇以幼時父母為她取的綽號詹姆絲·金（James King）為名。
金曾登上《時尚》、《Mademoiselle》和《哈潑時尚》等時尚雜誌，隨後嘗試開拓演藝事業，在電影中軋上一些小配角。2001年，她在電影《珍珠港》中首度爭取演出核心角色，並在2003年電影《防彈武僧》中首度擔綱演出主角。她後來也洽演了許多電影，其中以2005年電影《萬惡城市》最為眾所知。其一般以飾演恐怖片為人所知，例如《血洗情人節3D》、《母親劫》等。

## 個人生活
在從事她生涯第一份模特兒工作時，金接觸到海洛因，因此染上毒癮，而使她14歲至19歲的生命都籠罩在毒品之下。1997年，她的男友、21歲的時尚攝影師大衛·索倫提過世，死因據推測是因為吸毒過量所導致的腎衰竭。索倫提的死帶給金很大的震撼，她於是在19歲之年成功戒掉毒癮和酒癮。2006年，她表示過去的自己是「派對女孩」、「像過著另一種人生」，並認為現在的她已徹底成為不同的人。
2005年1月，她在拍攝電影《星際大戰粉絲男孩》時結識導演凱爾·紐曼。他們在交往三個月後開始同居，紐曼在2007年春季求婚；2007年11月23日，兩人在洛杉磯灰石公園和莊園舉行一場「親密而輕鬆」的婚禮，正式結為夫妻，而婚禮地點正是紐曼的求婚地。
1996年的一篇訪談中，金從模特兒圈隱退，透露了她想成為作家或攝影家的計畫。她現居於洛杉磯。

## 演出作品
- 《小姐好白》
- 《珍珠港》
- 《防彈武僧》
- 《萬惡城市》
- 《廚神》
- 《驚叉奸叫》